# Rowettia goughensis
Rowettia goughensis é uma ave que, em 2008, foi declarada uma espécie em extinção. Endêmica da ilha de Gough.